# Chiesa di San Giuseppe (San Benedetto del Tronto)
La Chiesa di San Giuseppe è un luogo di culto di rito cattolico ubicato in piazza Giacomo Matteotti nella zona pedonale del centro cittadino di San Benedetto del Tronto, sorge a poche decine di metri dalla Cattedrale di Santa Maria della Marina. Nel 1926 venne costituita come parrocchia, appartenente alla "Diocesi di San Benedetto del Tronto-Ripatransone-Montalto", dal 1959 affidata ai “Padri Sacramentini” della “Congregazione del Santissimo Sacramento”.

## Descrizione
Progettata dall'architetto ascolano Ignazio Cantalamessa e costruita a partire dal 1870, la chiesa è stato il punto di riferimento religioso per tutto l'antico centro storico del Mandracchio, il complesso di case di marittimi che sorgevano attorno alla retrostante via Laberinto.
Le vetrate policrome sono state realizzate nel 1988 (anno dell'ultimo restauro) su disegno dell'artista locale Marcello Sgattoni. La chiesa, in stile neoclassico ed elementi decorativi in laterizio, ha un portale d'ingresso con timpani e fregi in pietra che si affaccia su piazza Matteotti, l'antica piazza d'Armi, perché luogo dove sostavano le truppe di passaggio. La piazza è dominata dall'artistica fontana realizzata a partire dal 1870 su progetto dell'architetto romano Virginio Vespignani.
Più avanti, degni di nota una grande ancora (a ricordo dell'antico nome dello stradone, cioè via dell'Ancoraggio) e, più avanti, la statua La Retara, dedicata cioè alla donna addetta alla fabbricazione e riparazione delle reti da pesca, opera in bronzo dello scultore Aldo Sergiacomi.
All'interno sono custodite le immagini della Madonna del Rosario di Andrea Tavernier, una seicentesca Fuga in Egitto e la Sacra famiglia, opera del massimo pittore sambenedettese Armando Marchegiani.

## Festività
- Marzo  —  "Festa di San Giuseppe" si svolge nella retrostante via Laberinto.[1]

## Galleria d'immagini

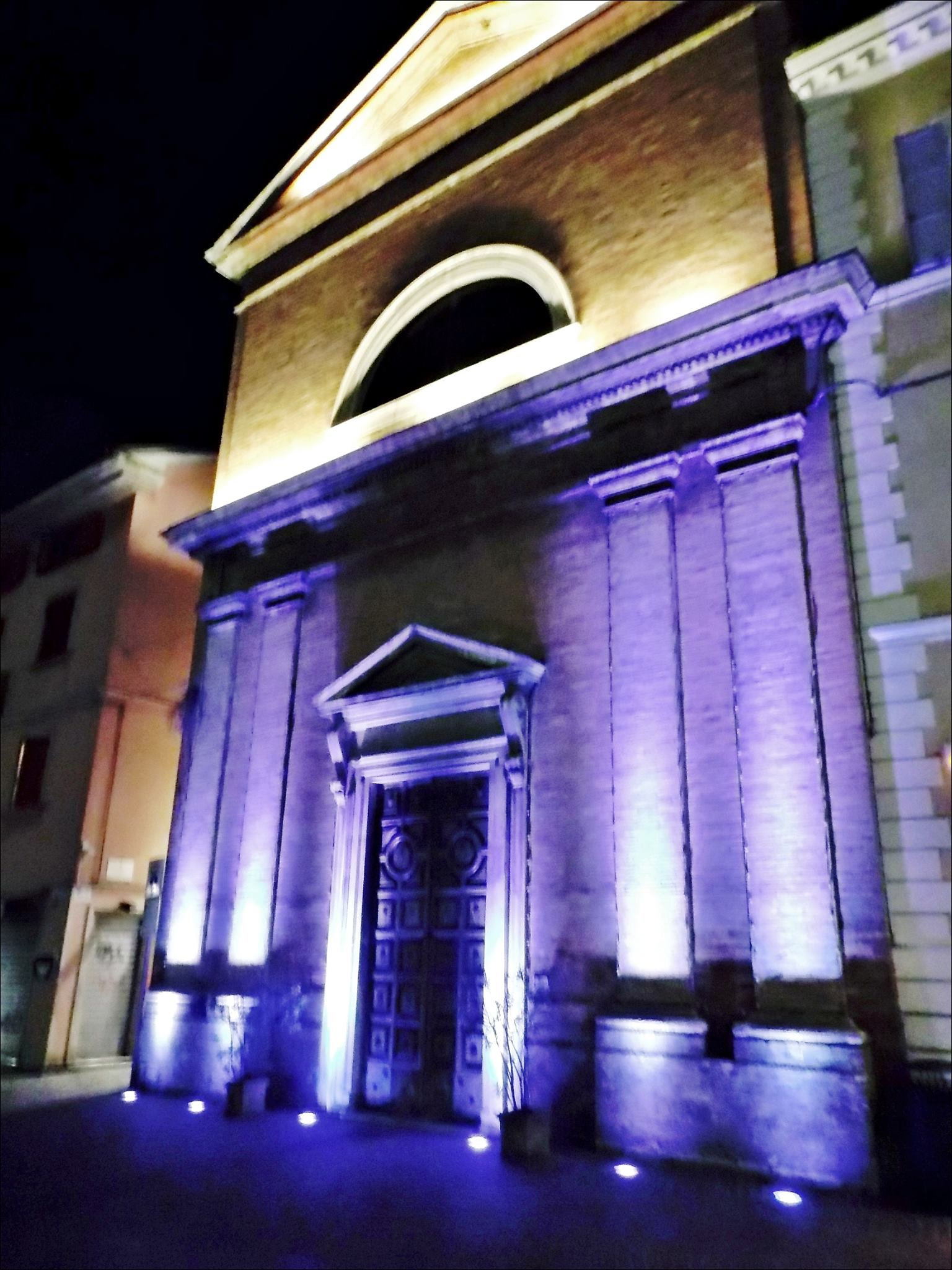
Chiesa di San Giuseppe illuminazione notturna
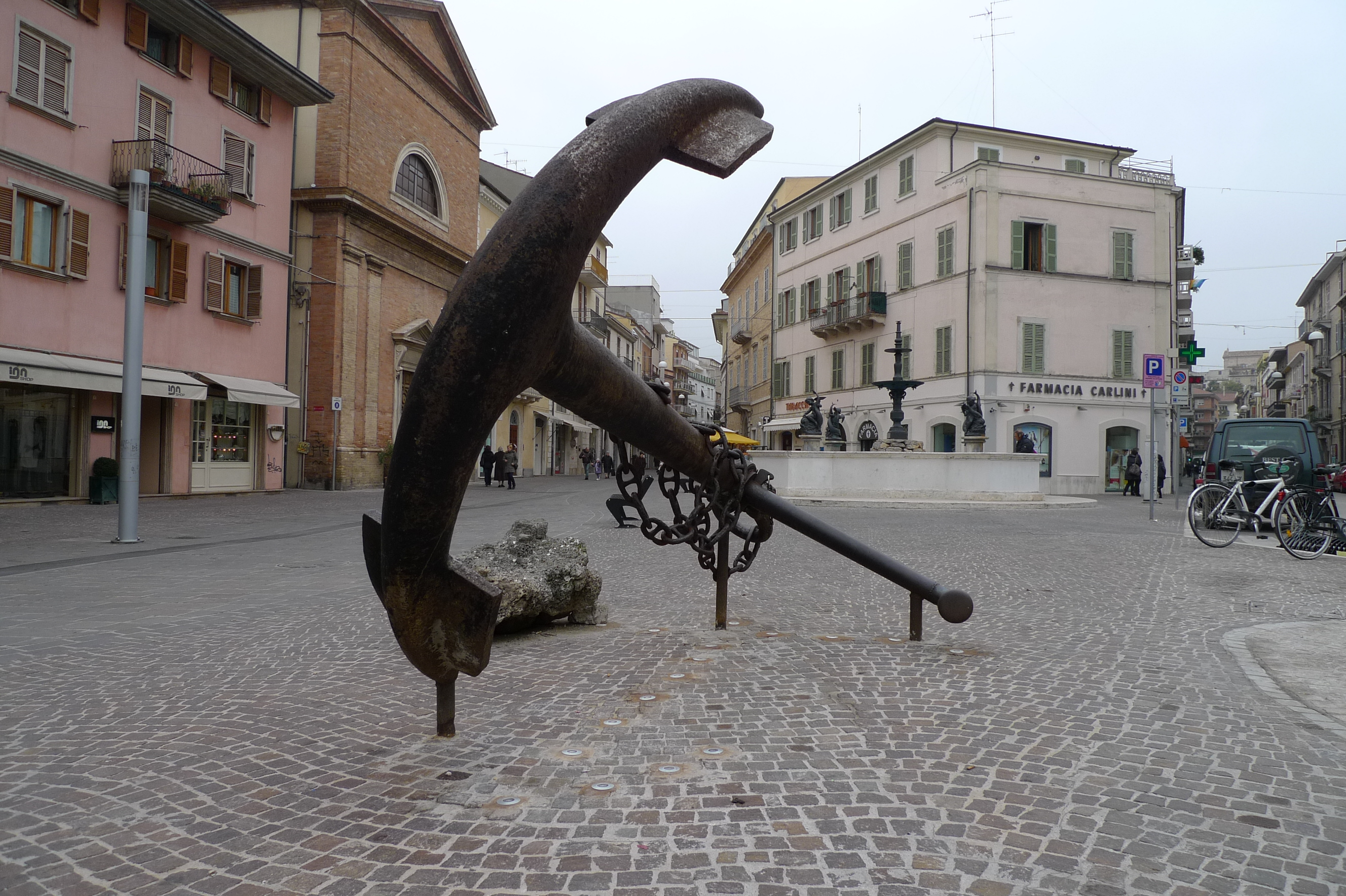
Piazza G. Matteotti e la facciata della chiesa sulla sinistra
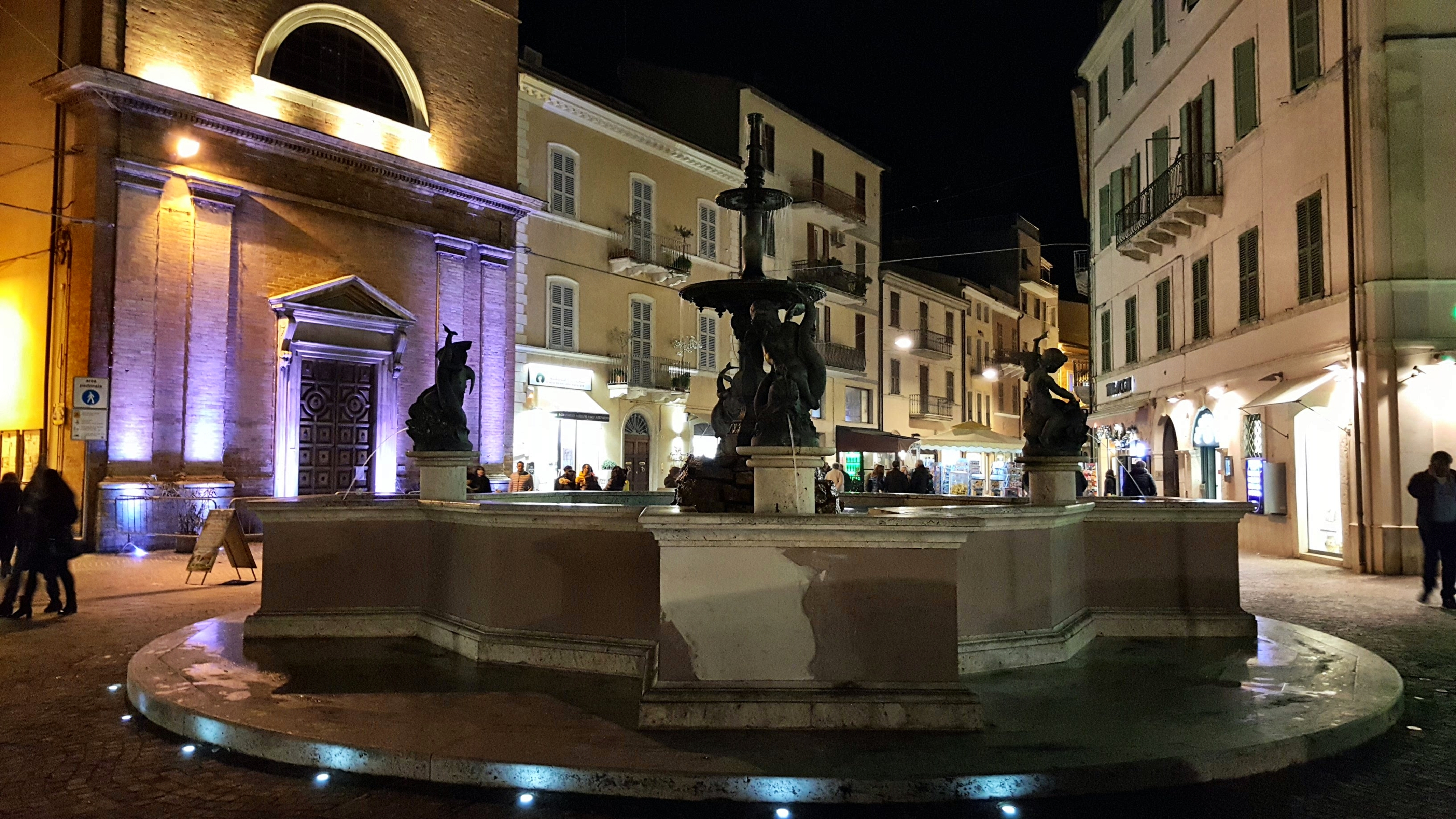
La Fontana di piazza G. Matteotti e la Chiesa di S. Giuseppe